# Physocephala chiahensis
Physocephala chiahensis är en tvåvingeart som beskrevs av Ouchi 1939. Physocephala chiahensis ingår i släktet Physocephala och familjen stekelflugor. Inga underarter finns listade i Catalogue of Life.